# Wienerfilharmonikernas nyårskonsert 2007
Wienerfilharmonikernas nyårskonsert 2007 räknas som den 67:e nyårskonserten från Wien och ägde rum den 1 januari 2007 i Wiens Musikverein. Dirigent var Zubin Mehta, liksom åren 1990, 1995 och 1997.

## Historia
Strikt räknat var det Wienerfilharmonikernas 62:a nyårskonsert, eftersom det inte var förrän 1946 som namnet introducerades. Dessutom var det den 68:e Årsskifteskonserten, då det vid årsskiftet 1939/40 gavs en Außerordentliches Konzert (extraordinär konsert) av Wienerfilharmonikerna, som dock ägde rum på nyårsafton 1939. Från 1941 dirigerades nyårskonserten av Clemens Krauss, med undantag för åren 1946 och 1947 då Krauss förbjöds att dirigera på grund av sin närhet till nazistregimen och ersattes av Strausspecialisten Josef Krips.
Efter Clemens Krauss död 1955 följde Willi Boskovsky, konsertmästare i Wienerfilharmonikerna, som dirigerade konserten 25 gånger i rad. Från 1980 till 1986 följde sju konserter med dirigenten Lorin Maazel, som tjänstgjorde som chef för Wiener Staatsoper från 1982 till 1984. Därefter beslutade Wienerfilharmonikerna att bjuda in en ny dirigent varje år.
Som har varit fallet varje år sedan 1980 var blomsterdekorationerna en gåva från den italienska staden San Remo.

## Konserten
I år innehöll programmet sex kompositioner som aldrig tidigare spelats i en nyårskonsert.
Zubin Mehta välkomnade Bulgarien och Rumänien som nya medlemmar av Europeiska unionen inför den traditionella Gott Nytt År-hälsningen.

## Program

### 1:a delen
- Johann Strauss den yngre: Zivio! Marsch, op. 456
- Josef Strauss: Flattergeister, Vals, op. 62*
- Josef Strauss: Moulinet-Polka, op. 57
- Joseph Hellmesberger junior: Elfenreigen, o. op.
- Josef Strauss: Delirien, Vals, op. 212
- Johann Strauss den äldre: Einzugs-Galopp, op. 35*

### 2:a delen
- Johann Strauss den yngre: Ouvertyr till Waldmeister
- Josef Strauss: Irenen-Polka, op. 113*
- Johann Strauss den yngre: Wo die Zitronen blühen, Vals, op. 364
- Eduard Strauss: Ohne Bremse, Polka schnell, op. 238
- Johann Strauss den yngre: Stadt und Land, Polka mazur, op. 322
- Josef Strauss: Matrosen-Polka, op. 52*
- Josef Strauss: Dynamiden, Vals, op. 173
- Johann Strauss den äldre: Erinnerung an Ernst oder: Der Carneval in Venedig, Fantasie, op. 126*
- Johann Strauss den äldre: Furioso-Galopp nach Liszts Motiven, op. 114

### Extranummer
- Joseph Hellmesberger junior: Leichtfüßig, Polka schnell, o. op.
- Johann Strauss den yngre: An der schönen blauen Donau, Vals, op. 314
- Johann Strauss den äldre: Radetzkymarsch, op. 228

Verkförteckningen och verkens ordning finns på Wienerfilharmonikernas webbplats.
Verk markerade med * spelades för första gången vid en nyårskonsert.

## Balettinslag
Det första numret av baletten från Wiener Staatsoper och Volksoper Wien var valsen Dynamiden och dansades i sommarparkerna i Moravafältet. Balettinlagan till Donauvalsen dansades av Lucia Lacarra och Cyril Pierre från Bayerska statsoperan på slottet Schönbrunn.

## Pausfilm
Regissören Felix Breisachs pausfilm Nationalpark Austria fokuserade på de sex nationalparkerna i Österrike, som 2006 firade sitt 25-årsjubileum. Ensemblerna Vienna Horns och Art of Brass reste runt i kalkstensalperna, Thayatal och Gesäuse till musik av Bruckner, Mahler, Strauss och Brahms.

## Radio- och TV-sändningar
Nyårskonserten 2007 sändes på radio och tv över hela världen: 53 TV-stationer och 38 radiostationer till en miljardpublik live världen över, inklusive till Kina, Japan och USA.

## Inspelningar
Inspelningen av konserten var ett av de mest sålda albumen 2007 i Österrike.

## Weblänkar
- Neujahrskonzert 2007 auf wienerphilharmoniker.at
- Wienerfilharmonikernas nyårskonsert 2007 på Youtube